# 纳雍站
纳雍站，位于中华人民共和国贵州省毕节市纳雍县雍熙镇沙锅寨村，是织纳铁路上的火车站，于2016年1月10日启用营运，由中国铁路成都局集团贵阳车务段管辖。

## 歷史
- 2016年1月10日通车启用。[1][2][3]

## 車站周邊
- 纳雍县人民检察院举报中心
- 山水绿城公园
- 雍熙镇沿河社区居民委员会

## 外部連結
- 中国铁路客户服务中心 （页面存档备份，存于）